# Campeonato de Marruecos de Ciclismo en Ruta
Los Campeonatos de Marruecos de Ciclismo en Ruta se organizan anualmente de forma ininterrumpida desde el año 2005 (aunque en 2002 hubo la primera edición) para determinar el campeón ciclista de Marruecos de cada año. El título se otorga al vencedor de una única carrera. El vencedor obtiene el derecho a portar un maillot con los colores de la Bandera de Marruecos  hasta el Campeonato de Marruecos del año siguiente.
El corredor más laureado es Adil Jelloul, con cinco victorias.

## Palmarés
| Año       | Ganador                  | Segundo                  | Tercero                  |
| 2002      | Adil Jelloul             |                          |                          |
| 2005      | Abdelati Saadoune        |                          |                          |
| 2006      | Abdelati Saadoune        | Adil Jelloul             | Brahim Misbah            |
| 2007      | Adil Jelloul             | Abdelati Saadoune        | Mouhssine Lahsaini       |
| 2008      | Adil Jelloul             | Driss Hnini              | Mohammed Said El Ammoury |
| 2009      | Adil Jelloul             | Abdelati Saadoune        | Mouhssine Lahsaini       |
| 2010      | Mohammed Said El Ammoury | Abdelati Saadoune        | Tarik Chaoufi            |
| 2011      | Adil Jelloul             | Essaïd Abelouache        | Abdelati Saadoune        |
| 2012      | Tarik Chaoufi            | Abdelati Saadoune        | Adnane Aarbia            |
| 2013      | Abdelati Saadoune        | Reda Aadel               | Adil Jelloul             |
| 2014      | Adil Jelloul             | Salaheddine Mraouni      | Tarik Chaoufi            |
| 2015      | Soufiane Haddi           | Essaïd Abelouache        | Mouhssine Lahsaini       |
| 2016      | Anass Aït El Abdia       | Mouhssine Lahsaini       | Soufiane Haddi           |
| 2017      | Essaïd Abelouache        | Abdeladim El Moutaouakke | Mohamed Nizar Essail     |
| 2018      | Abdessadek Kouna         | Abdelillah Essabany      | Mohamed Zarhoun          |
| 2019      | Adil El Arbaoui          | Oussama Khafi            | El Houcaine Sabbahi      |
| 2020-2021 | No se disputó            | No se disputó            | No se disputó            |
| 2022      | Achraf Ed-Doghmy         | Anass Aït El Abdia       | Mohcine El Kouraji       |
| 2023      | Achraf Ed-Doghmy         | Adil El Arbaoui          | Mohcine El Kouraji       |
| 2024      | El Houcaine Sabbahi      | Oussama Khafi            | Ibrahim Essabahy         |
| 2025      | Adil El Arbaoui          | Anass Aït El Abdia       | Driss El Alouani         |